# Katal
El katal, simbolitzat kat, és la unitat derivada del Sistema Internacional per a la mesura de l'activitat catalítica. Va ser adoptada el 1999 a la 21a Conferència General de Pesos i Mesures. Expressa valors quantitatius de l'activitat catalítica d'un enzim o de qualsevol altre catalitzador a una reacció química i és utilitzada en medicina i bioquímica. El nom d'aquesta unitat ja s'havia utilitzat diverses dècades abans de la seva adopció com a unitat oficial substituint la unitat d'enzim.

## Definició
El katal no mesura la velocitat de reacció malgrat les unitats utilitzades siguin mols per segon. Sinó que s'utilitza per expressar l'activitat catalítica, que és una propietat del catalitzador. El katal mesura la quantitat de catalitzador que causa la reacció d'1 mol de reactius en 1 segon.
{\displaystyle \mathrm {1\ kat={\frac {1\ mol}{1\ s}}} }.
El katal no depèn del procediment de mesura, però si la quantitat numèrica, que depèn de les condicions experimentals. Per tant, per tal de definir la quantitat de catalitzador, la taxa de conversió d'una determinada reacció química ha de ser especificada, preferiblement en primer ordre, sota condicions estrictament controlades. Per exemple, un katal de tripsina, seria la quantitat de tripsina necessària per trencar els enllaços d'un mol de pèptid per segon sota unes condicions específiques.

## Múltiples
| Múltiple | Nom        | Símbol |       | Múltiple    | Nom  | Símbol |
| -------- | ---------- | ------ | ----- | ----------- | ---- | ------ |
| 100      | katal      | kat    |       |             |      |        |
| 10¹      | decakatal  | dakat  | 10–1  | decikatal   | dkat |        |
| 10²      | hectokatal | hkat   | 10–2  | centikatal  | ckat |        |
| 103      | quilokatal | kkat   | 10–3  | mil·likatal | mkat |        |
| 10⁶      | megakatal  | Mkat   | 10–6  | microkatal  | µkat |        |
| 10⁹      | gigakatal  | Gkat   | 10–9  | nanokatal   | nkat |        |
| 1012     | terakatal  | Tkat   | 10–12 | picokatal   | pkat |        |
| 1015     | petakatal  | Pkat   | 10–15 | femtokatal  | fkat |        |
| 1018     | exakatal   | Ekat   | 10–18 | attokatal   | akat |        |
| 1021     | zettakatal | Zkat   | 10–21 | zeptokatal  | zkat |        |
| 1024     | yottakatal | Ykat   | 10–24 | yoctokatal  | ykat |        |